# Kaiserstraße 34 (Quedlinburg)

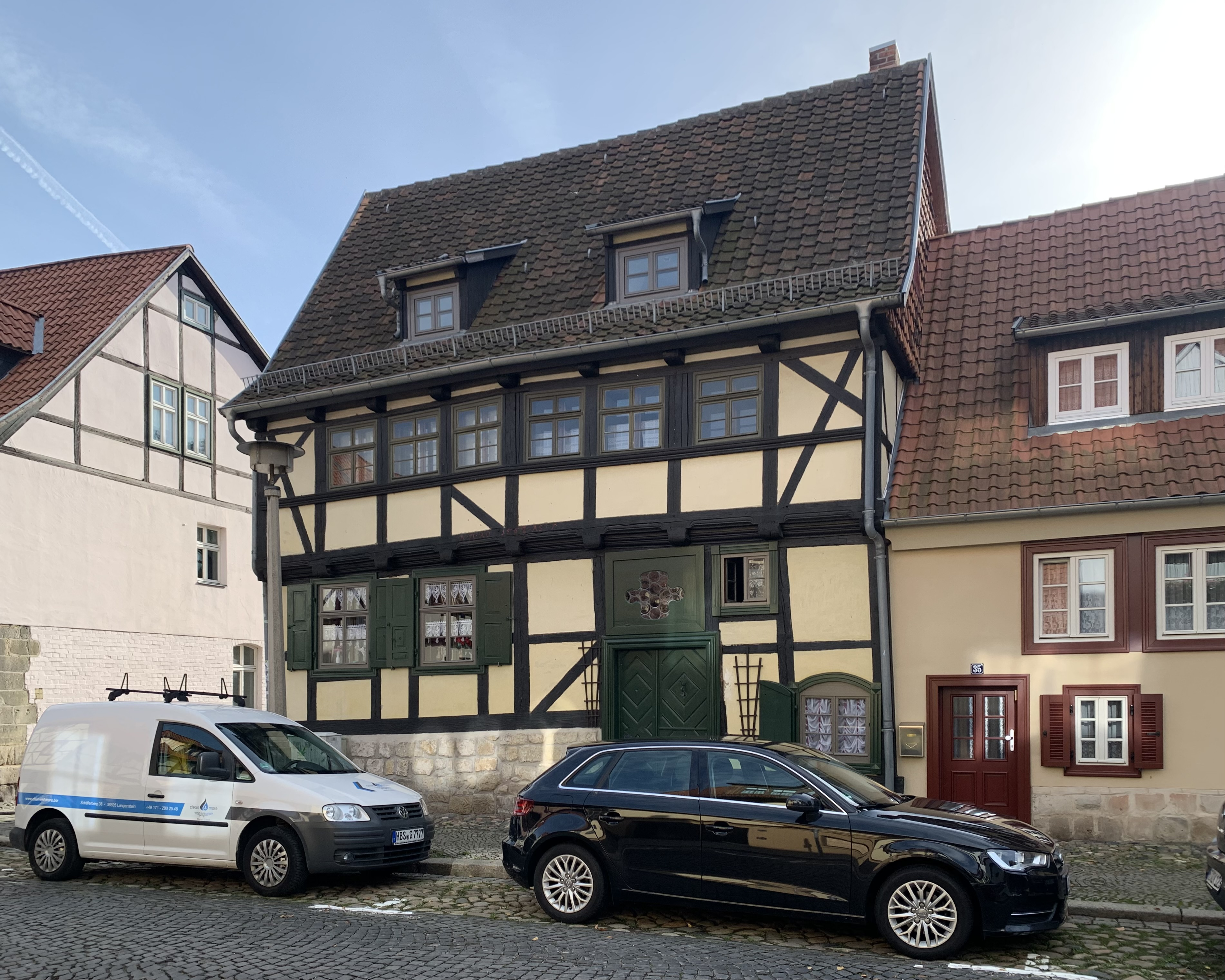
Kaiserstraße 34

Das Haus Kaiserstraße 34 ist ein denkmalgeschütztes Gebäude in der Stadt Quedlinburg in Sachsen-Anhalt.

## Lage
Es befindet sich in der historischen Quedlinburger Neustadt auf der Südseite der Kaiserstraße, an der Einmündung eines Durchgangs zur Bahnhofstraße und ist im Quedlinburger Denkmalverzeichnis als Wohnhaus eingetragen.

## Architektur und Geschichte
Das zweigeschossige Fachwerkhaus entstand nach einer an der Stockschwelle befindlichen Inschrift im Jahr 1662. Andere Angaben nennen das Jahr 1667. Die Initialen A S sowie die Darstellung eines Beils verweisen auf Andreas Schröder als Baumeister. An der Stockschwelle finden sich üppige Schnitzereien. Die Haustür des Gebäudes verfügt über ein barockes Oberlicht. Um 1820 wurde im Erdgeschoss ein Seitenfenster eingebaut, das möglicherweise als Schaufenster diente.
Auf dem Hof des Anwesens befindet sich ein in massiver Bauweise errichteter Küchentrakt.